# James Durbin

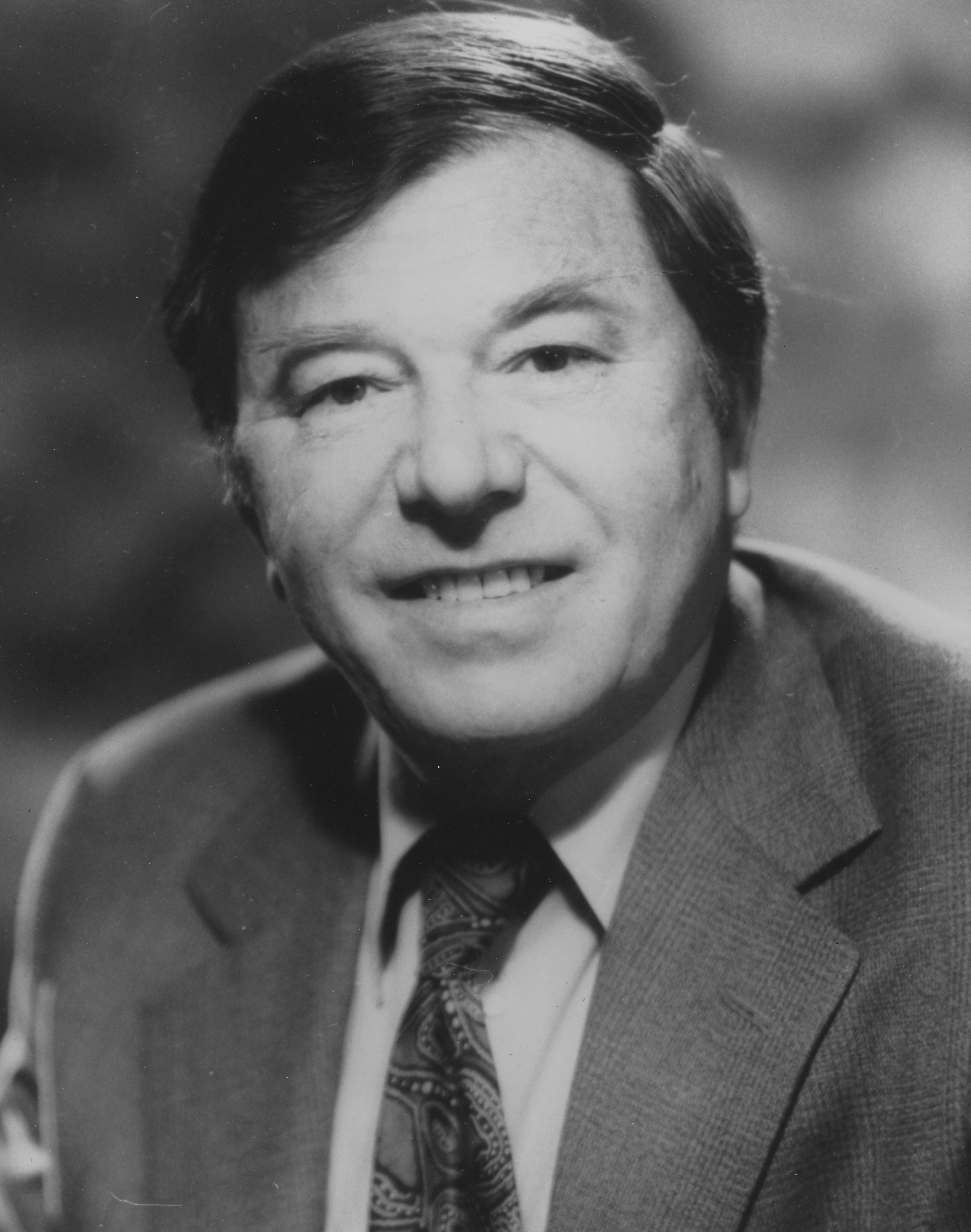
James Durbin

James Durbin (30 juni 1923 – 23 juni 2012) was een Brits statisticus en econometrist, die vooral bekend was van zijn werk op de gebieden van tijdreeksanalyse en seriële correlatie.
Hij werd opgeleid aan St Johns College, een van de colleges van de Universiteit van Cambridge, waar zijn medestudenten onder andere David Cox en Denis Sargan waren. Na het afronden van zijn studies was hij vanaf 1950 werkzaam aan de London School of Economics. In 1961 werd hij daar tot hoogleraar in de statistiek benoemd, een functie die hij tot zijn emeritaat in 1988 zou bekleden.
Hij stierf op 23 juni 2012

## Voetnoten
1. ↑  Jim Durbin. University College London (26 June 2012).